# Brielle
Pour les articles homonymes, voir Brielle (homonymie).
Brielle (en néerlandais : Brielle ou Den Briel, en anglais : Brill) est une commune et une ville des Pays-Bas de la province de Hollande-Méridionale. Située sur l'île de Voorne-Putten, la ville a donné son nom au lac de Brielle, le Brielse Meer.
La commune de Brielle comprend également les villages Vierpolders et Zwartewaal.

## Toponymie
Le nom Brielle vient du gaulois brogilo (signifiant « enclos » ou « terrain de chasse »).
La ville donne son nom à la Meuse de Brielle, ancien bras sur lequel la ville est implantée.

## Géographie

### Communes limitrophes
|            | Rotterdam      |           |
| Westvoorne | Brielle        | Rotterdam |
|            | Hellevoetsluis | Bernisse  |

## Histoire
Brielle est une vieille citadelle fortifiée des Pays-Bas. Les plus anciennes sources écrites sur Brielle donnent à penser que la localisation d'origine est celle de la "Nouvelle Brielle". Den ouden Briel (Vieille-Brielle) devait se dresser quelque part sur l'île de Voorne-Putten. Elle reçut une charte urbaine en 1306. Elle fut longtemps résidence des comte de Voorne, jusqu'à ce que ce fief soit annexé à la Hollande en 1371. Elle possédait son propre port et commerçait avec les autres comptoirs de la Hanse. Brielle possédait d'ailleurs un comptoir en Suède.
La prise de La Brielle, le 1er avril 1572, par les gueux de mer dirigés par Guillaume II de La Marck, est un épisode essentiel de la guerre de Quatre-Vingts Ans qui opposa la couronne d'Espagne aux protestants rebelles du nord. Ce coup d'éclat remobilisa l'insurrection des protestants à travers tous les Pays-Bas et les plus grandes villes de Hollande et de Zélande se liguèrent sous la bannière de Guillaume d'Orange contre le Duc d'Albe chargé de réprimer les troubles.
Ce fait d'armes est à l'origine de la devise de la ville reprise dans ses armoiries : "Brielle Libertatis Primitiae", (les prémices de la liberté).
On enseigne d’ailleurs cet épisode aux écoliers avec le jeu de mots suivant :
« Op 1 april verloor Alva zijn bril » (altération de Den en zijn dans : "Op 1 april verloor Alva Den Briel") 

« Le 1er avril Albe perdit ses lunettes » (Le 1er avril Albe perdit Den Briel) qui se traduit le mieux par 
« Le 1er avril le Duc d'Albe laissa tomber son monocle. »
« Op April zes verloor Alva zijn fles » (le 6 avril albe perdît sa bouteille) où Fles désigne la ville de Flessingue
Cet événement historique est célébré la nuit qui précède le 1er avril par une fête populaire, la « nuit de la chaux » (kalknacht) où, malgré l’interdiction de 1996, on marque encore les bâtiments à la chaux.
Dix-neuf membres du clergé catholique, Les Saints Martyrs de Gorkum, capturés lors de la conquête de Gorinchem y furent pendus après avoir subi sévices et mutilations. Depuis lors, Brielle est également un lieu de pèlerinage, en particulier pour les Catholiques néerlandais.
En 1585 à la suite du traité de Sans-Pareil, Brielle devint une possession anglaise. La reine Élisabeth Ire d'Angleterre la reçut en gage avec Ostende, Flessingue et Fort Rammekens en échange de son aide militaire et financière dans la lutte contre l'Espagne. En 1616, ces zones revinrent à la République des Sept Pays-Bas Unies.

## Politique et administration

### Jumelages
Brielle est jumelée avec plusieurs villes :
- Queenborough (Angleterre) depuis 1967 ;
- Havlíčkův Brod (Tchéquie) depuis 1985.

## Lieux touristiques

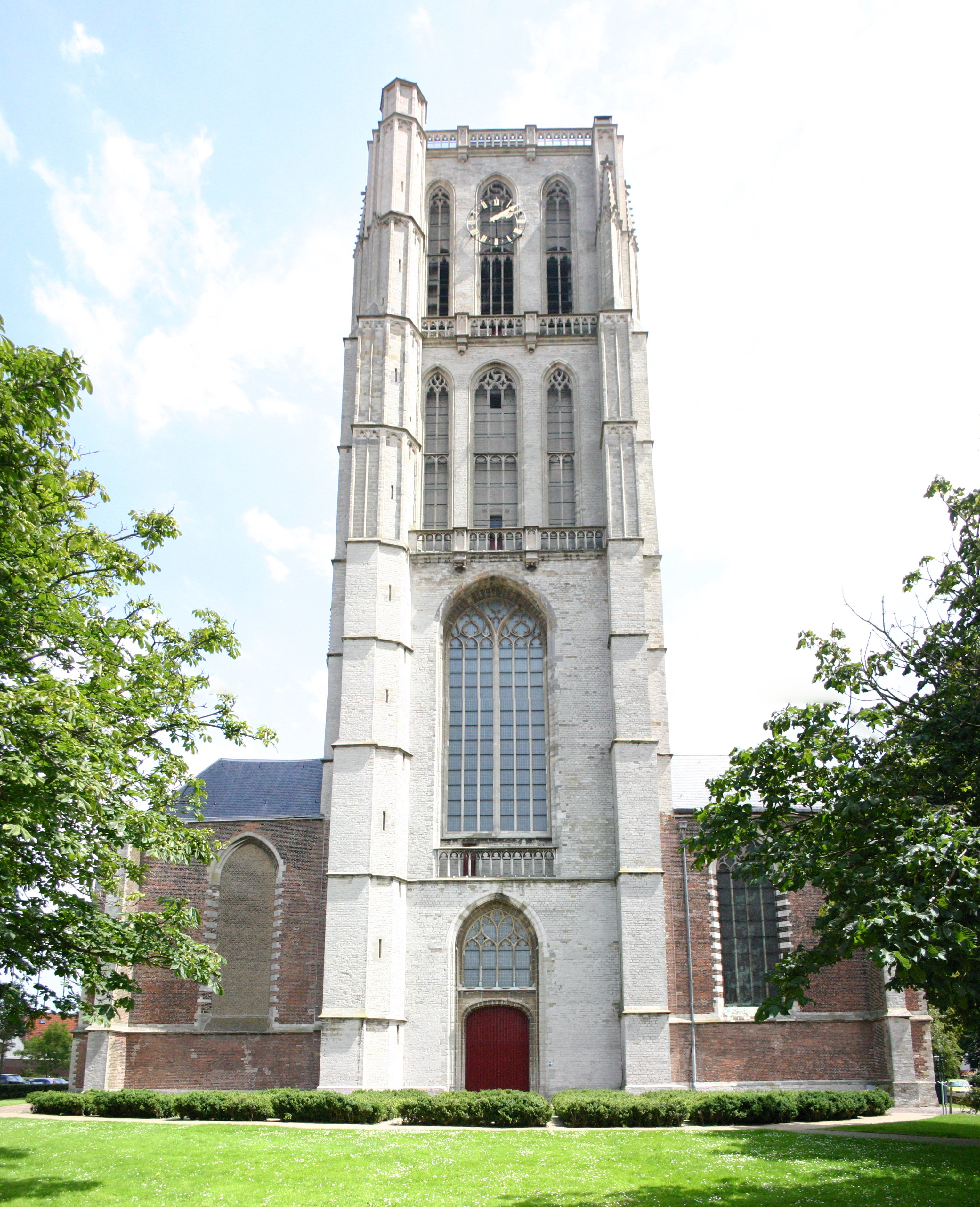
Église inachevée de Brielle.

- Les fortifications de la citadelle sont connues pour leur renfort à la tourbe.
- L'église Sainte-Catherine (St Catharijnekerk) aurait dû devenir la plus grande cathédrale des Pays-Bas mais ne fut jamais achevée. Son érection avait commencé en 1417 mais en 1456 un incendie détruisit les premières constructions et à partir de 1482 les fonds vinrent à manquer, entraînant l'abandon du projet. Seule la nef et la tour-lanterne de 57 m avaient alors été construits.
- Le centre-ville abrite plusieurs édifices curieux, dont l'ancien arsenal datant de 1708 (aujourd'hui bibliothèque municipale) et le vieil Hôtel de Ville (converti en musée).
- Le lac de Brielle (« Brielse See », naguère Brielse Maas) est un plan d'eau fréquenté des amateurs de nautisme.

## Galerie

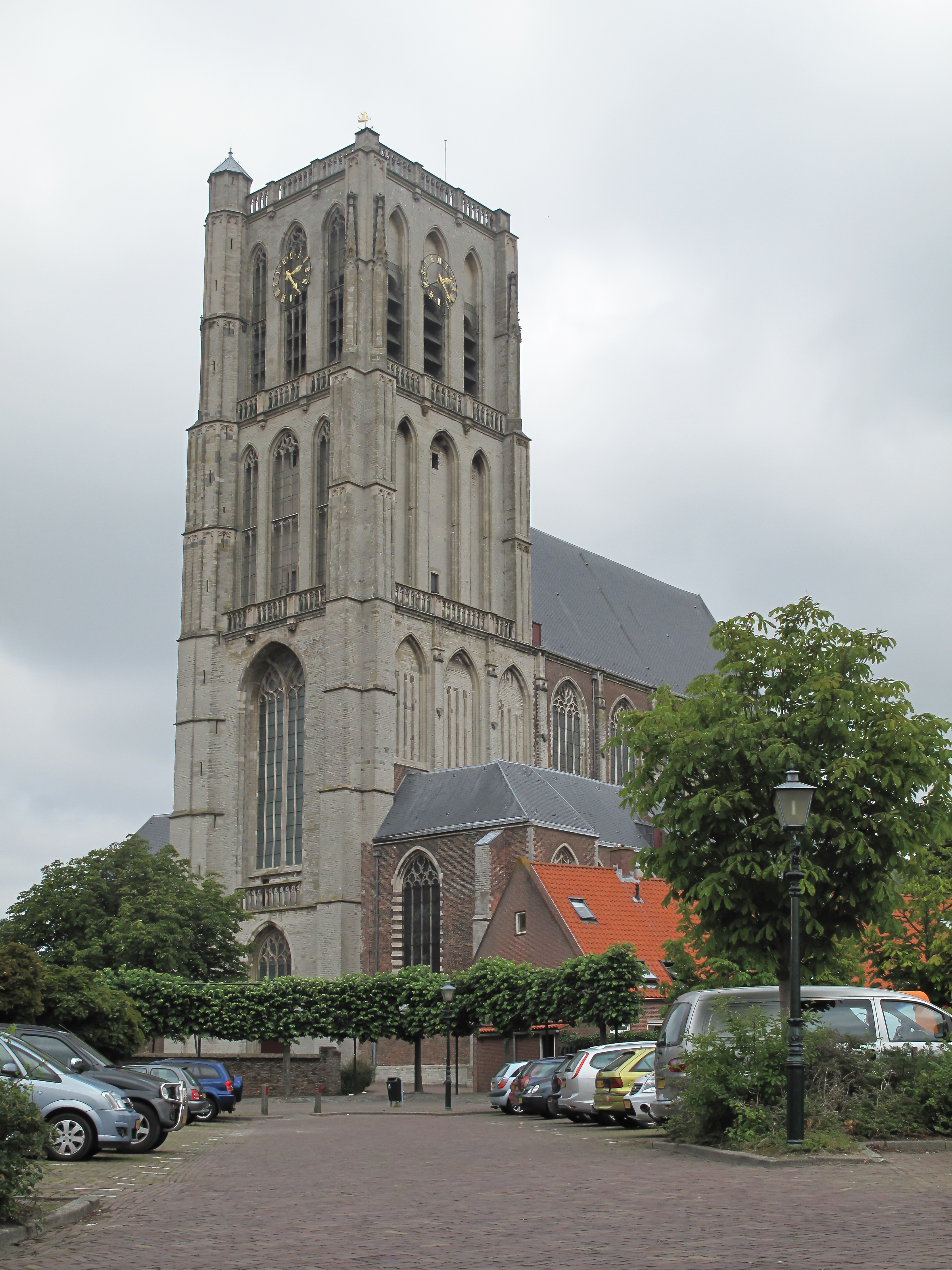
L'église Sainte-Catherine.
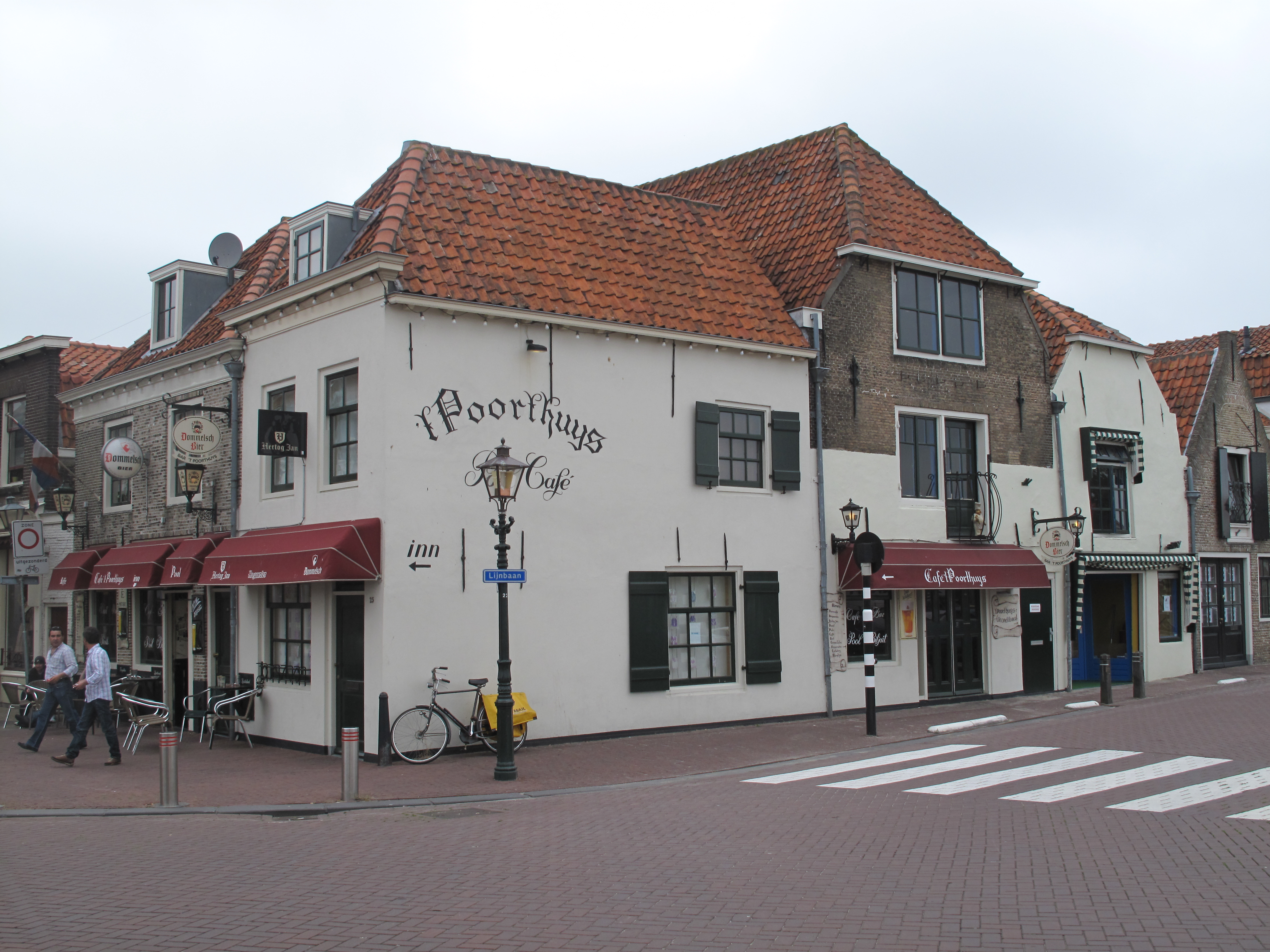
La rue Visch.
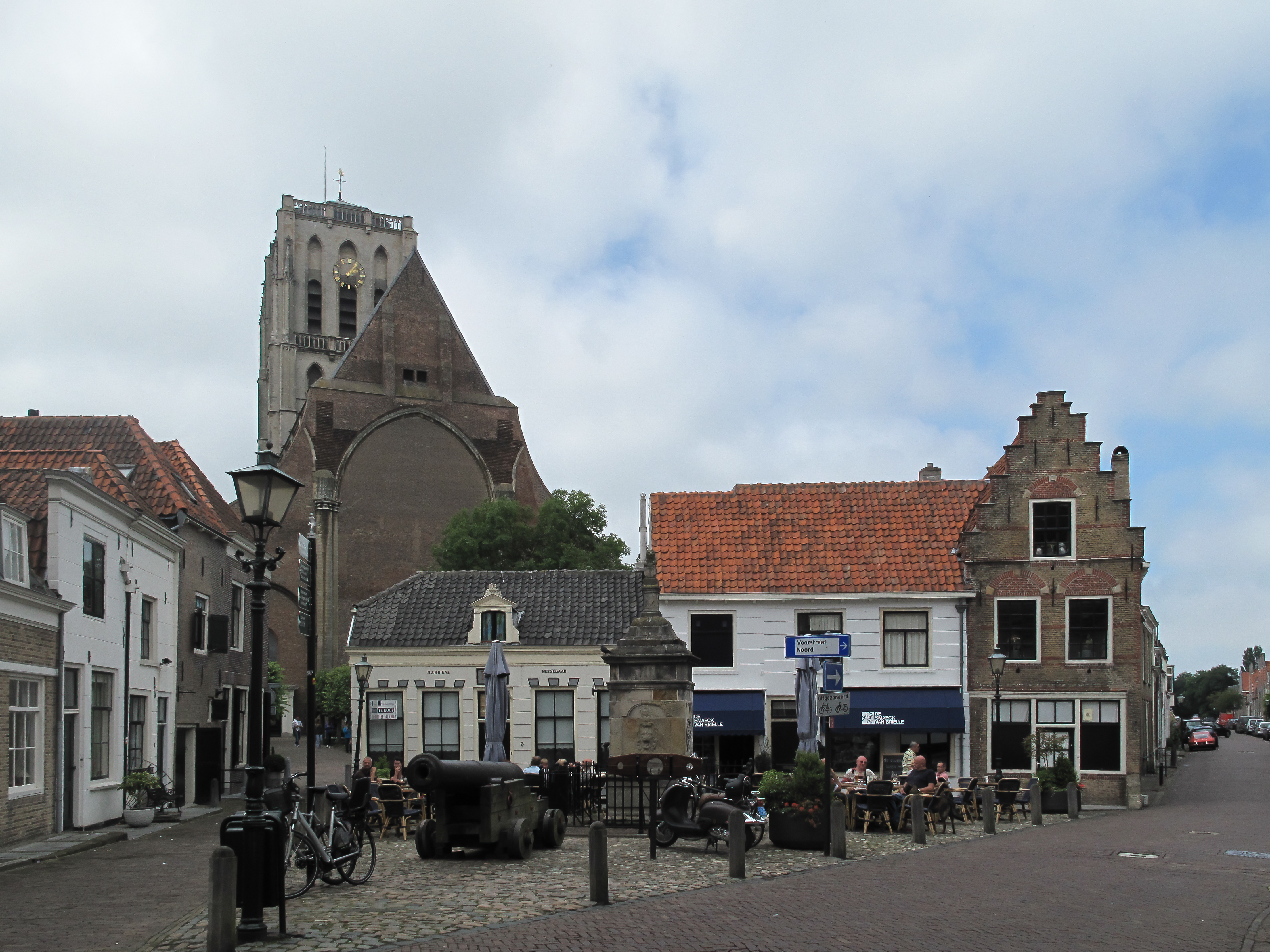
Wellerondom.
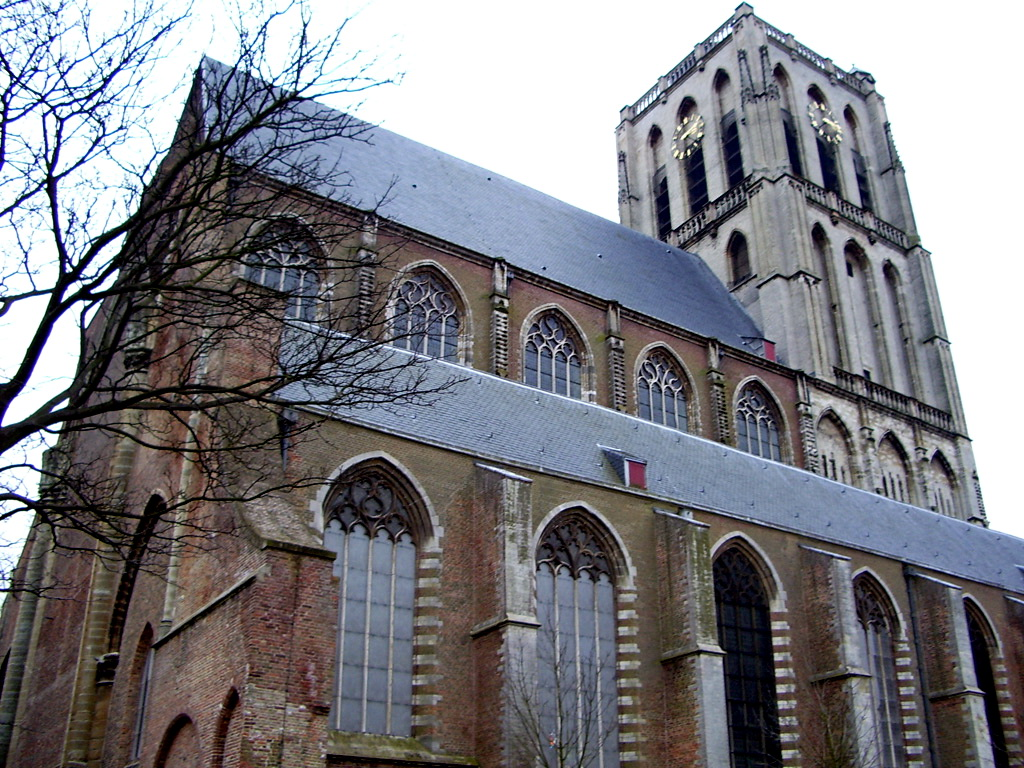
Brielle, église Sainte-Catherine.
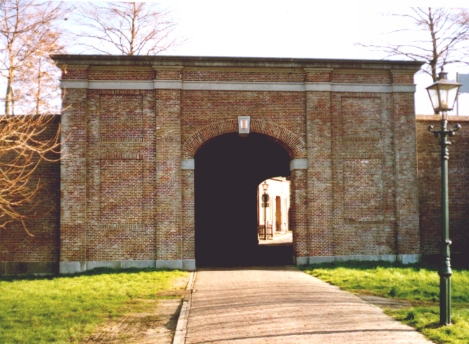
Brielle, porte Longue (la Langepoort), une des portes de défense conservée.
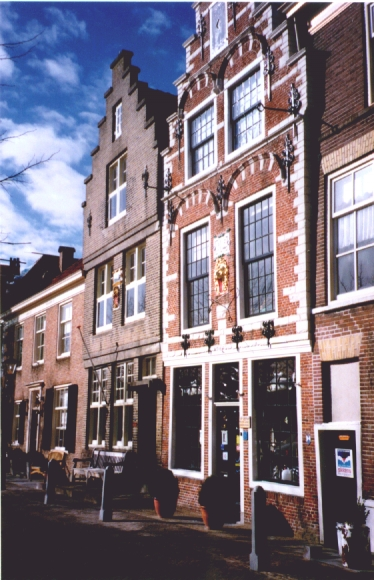
Brielle, Maarland côté nord.
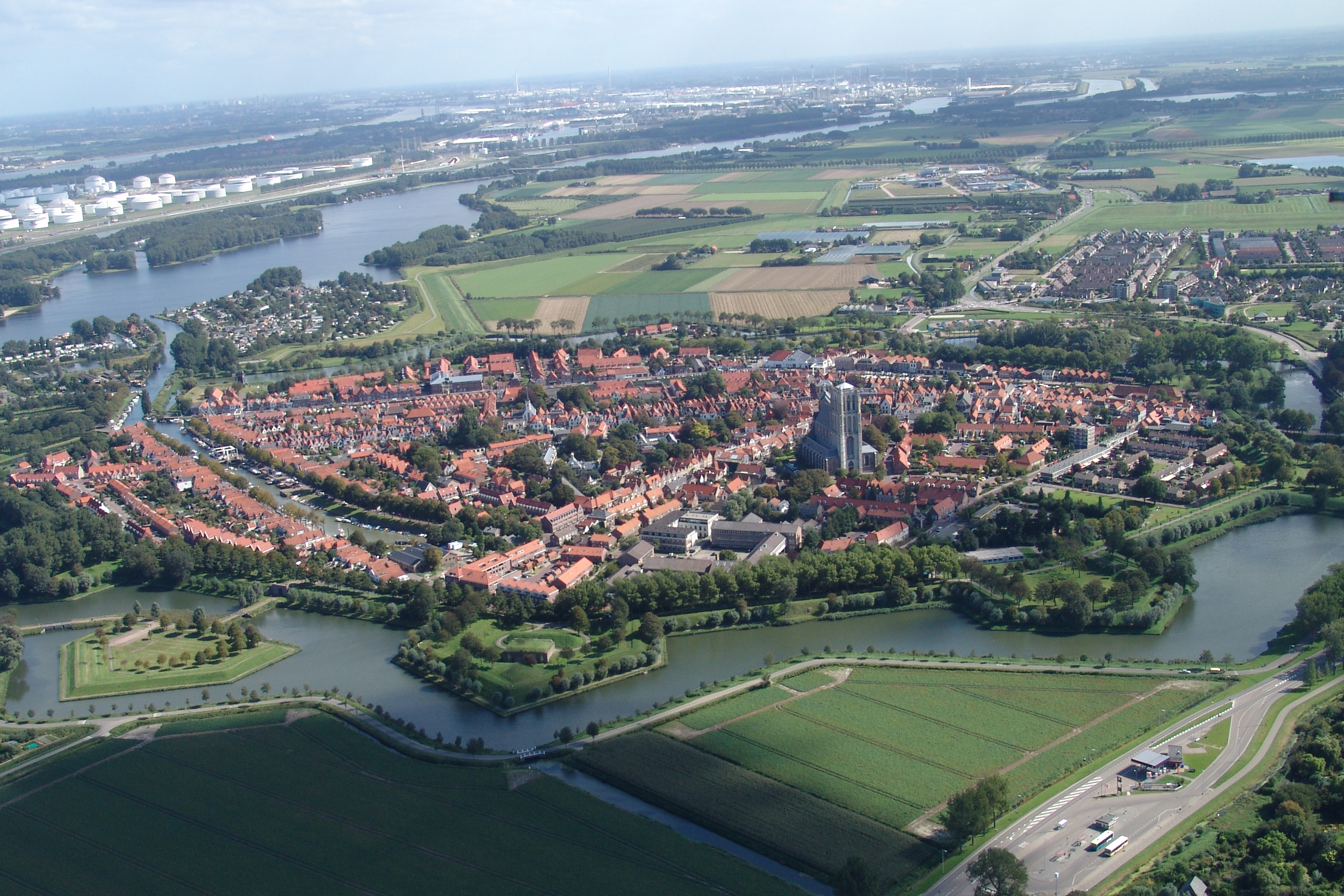
Brielle, ville fortifiée avec l'église Sainte-Catherine.

## Briellois connus

### Personnalités nées à Brielle
- Hendrik Speuy (1575) - organiste et compositeur, contemporain de Jan Pieterszoon Sweelinck.
- Maarten Harpertszoon Tromp (1598) - Lieutenant-amiral et commandant en chef de la marine de guerre néerlandaise.
- Witte Corneliszoon de With (1599) - Vice-amiral et commandant en chef de la marine de guerre néerlandaise.
- Dirck Scholl (1641) - carillonneur, organiste et compositeur.
- Philips van Almonde (1644) - Lieutenant-amiral de la marine de guerre néerlandaise.
- Toon Tellegen (1941) - écrivain, spécialisé dans la littérature enfantine.
- Cynthia Loemij (1969) - danseuse de la Compagnie Rosas d'Anne Teresa De Keersmaeker.

### Personnalités liées à la ville
- Saint Godefroid Coart (1512-1572).